# Ricksy Business
"Close Rick-counters of the Rick Kind" er den 11. og sidste episode i den første sæson af Adult Swims tegnefilmserie Rick and Morty. Den er skrevet af Ryan Ridley og Tom Kauffman, og instrueret af Stephen Sandoval, og den havde premiere på d. 14. april 2014. Titlen er en reference til filmen Risky Business (1983).
Jerry og Beth deltager i en genopførsel af Titanic, og imens holder Rick, Morty og Summer en fest for teenagerer, aliens, Gearhead, Squanchy, alternative versioner af Ricks og Abradolf Lincler (en DNA-kombinatino af Adolf Hitler og Abraham Lincoln).
Afsnittet blev set af omkring 2,13 mio. personer, da det blev vist første gang.